# Henri Poisson (baron)
Pour le prêtre, voir Henri Poisson.
Pour les articles homonymes, voir Poisson (homonymie).
Siméon Aimé Henri Poisson, 3e baron Poisson né à Paris (ancien 11e arrondissement) le 9 août 1829 et mort au château de la Grande Haye à La Haye-Saint-Sylvestre le 1er novembre 1901, est un homme d'affaires français.
Né en 1827, c'est le fils cadet du mathématicien Denis Poisson. Il est également le gendre de Jean-Elie Gautier. En 1849, à l'âge de 22 ans, il commence une carrière dans l'administration des finances publiques. Il occupera les postes de receveur général, de receveur particulier et de trésorier général.
Il travaille en Creuse en tant que receveur particulier entre 1851 et 1853. Il gardera des liens avec ce département et sera le cofondateur de la Société des mines d'étain de Montebras en avril 1867. Il participe à des recherches minéralogiques sur le gisement de phosphate lithineux de Montebras qui sera exploité plus tard. Il devient le 3e baron Poisson à la mort de son frère Charles en 1879, titre sous lequel il est le plus connu.
En 1893, il est condamné à 3 000 francs d'amende pour "distribution de fausses dividendes" dans le cadre du scandale de Panama. Il est relaxé en appel, mais certaines peines, comme sa radiation de la légion d'honneur, restent effectives.
Sa fille Berthe-Jeanne Poisson (née en 1853) se marie en 1871 à Deauville avec Paul Saguez de Breuvery (1842- ), officier de Haras, (fils de Jules-Xavier Saguez de Breuvery).
Il meurt en 1901.